# Industrieviertel
Koordinaten: 47° 55′ N, 16° 20′ O
Das Industrieviertel, altertümlich Viertel unter dem Wienerwald, ist der südöstliche Teil Niederösterreichs.
Seit der Bildung der Politischen Bezirke 1868 haben die Viertel in Niederösterreich keine rechtliche Grundlage mehr und sind reine Landschaftsbezeichnungen. Dabei wurde die ältere Kreiseinteilung ersetzt, die sich noch an den alten Vierteln orientierte.
Die Nordgrenze zum Weinviertel reicht von der Landesgrenze bei Hainburg an der Donau bis nach Wien, von wo die Westgrenze zum Mostviertel entlang der Thermenlinie und den Ausläufern des Wienerwaldes in Richtung Süden läuft. Die südliche Grenze verläuft entlang des Gebirgskammes zur Steiermark, bis sie zum Rosaliengebirge stößt, dem entlang die Grenze wieder in Richtung Norden geht und mit der Leitha und dem Leithagebirge die Ostgrenze zum Burgenland bildet.
Die Größe des Industrieviertels beträgt etwa 4200 km². Das Industrieviertel weist eine Einwohnerzahl von etwa 655.000 auf (Stand 2023).

## Politik und Verwaltung

### Historische Verwaltungsregion
Im Zuge der Theresianischen Reformen wurde der Kreis Unter-Wienerwald (im 18. und 19. Jahrhundert abgekürzt U.W.W. oder V.U.W.W.) errichtet, der als unterste staatliche Einheit den lokalen Grundherren gegenüberstand. Sitz des Kreisamtes wurde Wiener Neustadt. Nach dem Umbruch im Jahr 1848 und der Überführung der Herrschaften in freie Gemeinden übernahmen Bezirksämter (siehe Amtsbezirk) viele Aufgabenbereiche der Kreisämter. Derartige Bezirksämter wurden 1853 für die Amtsbezirke Aspang, Baden, Bruck an der Leitha, Ebreichsdorf, Gloggnitz, Gutenstein, Hainburg, Hernals, Hietzing, Kirchschlag, Klosterneuburg, Mödling, Neunkirchen, Pottenstein, Purkersdorf, Schwechat, Sechshaus und Wiener Neustadt eingerichtet und das Kreisamt in Wiener Neustadt fungierte nun als zweite Instanz der Bezirksämter und war auch als Aufsichtsbehörde tätig. Diese verwaltungstechnische Struktur war bis 1867 aufrecht. Mit dem Ausgleich 1867 wurde das Industrieviertel durch die neue Verfassung Österreichs von 1867 im Jahr 1868 in Bezirke (bzw. Bezirkshauptmannschaften) eingeteilt und damit der Kreis Unter-Wienerwald aufgehoben.
Das alte Kreisgebilde überdauerte jedoch im Bereich der Justiz als Kreisgericht Wiener Neustadt, das weiterhin die zweite Instanz für die Bezirksgerichte des Industrieviertels war und das Industrieviertel war bis 1992 auch ein eigener Wahlkreis für den Nationalrat, bis in der Nationalratswahlordnung von 1992 eine Struktur mit kleineren Regionalwahlkreisen festgelegt wurde. Danach wurden die Landtagswahlkreise ebenfalls auf die Ebene der Bezirke heruntergebrochen.

### Politische Gliederung

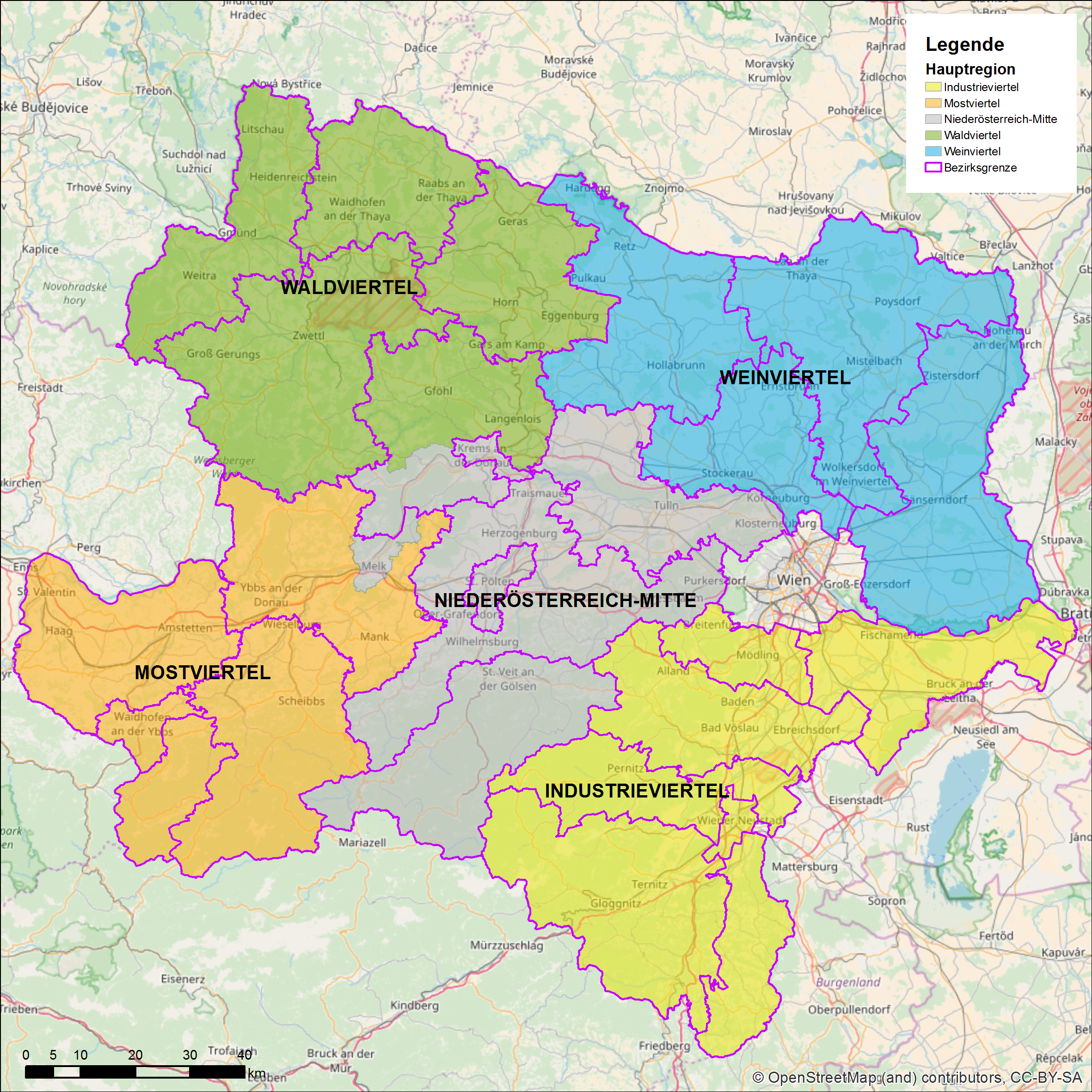
Die Hauptregionen Niederösterreichs

Folgende Bezirke werden zum Industrieviertel gezählt:
- Wiener Neustadt (Statutarstadt)
- Neunkirchen
- Wiener Neustadt
- Baden
- Mödling
- Bruck an der Leitha

Dazu kommen noch Klosterneuburg (Bezirk Tulln) sowie der Ostteil des Bezirks St. Pölten (Gerichtsbezirk Purkersdorf).
Das umfasst 14 Gerichtsbezirke, 170 Gemeinden bzw. 385 Katastralgemeinden.
In der amtlichen Statistik gehört der Südteil zu Niederösterreich-Süd (NUTS:AT122), der Nordteil zu Wiener Umland/Südteil (AT127).

### Hauptregion
Niederösterreich ist für die Raumplanung in fünf Hauptregionen eingeteilt. Das Industrieviertel wird größtenteils von der Hauptregion Industrieviertel abgedeckt, allerdings ohne die Wienerwaldgemeinden des Bezirks St. Pölten und der Stadt Klosterneuburg, die zur Hauptregion NÖ-Mitte gehören.

## Landschaft
Landschaftlich wird das Industrieviertel von der Ebene des Steinfeldes mit seinen Braunerdeböden auf tertiärer Molasse sowie dem Wiener Becken mit Tschernosemböden geprägt. Die Landschaft im Bereich des Wiener Beckens setzt sich aus ausgedehnten Agrarflächen, Industriegebieten sowie Weingärten an der Thermenlinie zusammen. Im Steinfeld findet man auf den Braunerdeböden weitläufige Föhrenwälder, die unter Kaiserin Maria Theresia angelegt wurden, um eine Versteppung der trockenen Landschaft zu verhindern. An den Hängen des Wienerwaldes sind abhängig von den klimatischen Bedingungen unterschiedliche Waldtypen ausgebildet. Im Osten erkennt man deutlich gegen den Horizont die so genannten „Pforten“, die Wiener Neustädter Pforte, die Brucker Pforte und Hainburger Pforte, die das Rosaliengebirge und Leithagebirge, die Hundsheimer Berge und die Kleinen Karpaten trennen.
Gleichzeitig mit der Anlage der Föhrenwälder im Steinfeld, die zur Kolophoniumproduktion genutzt wurden, wurde 1761–1765 auf der schnurgeraden Strecke zwischen den Städten Wiener Neustadt und Neunkirchen, der sogenannten Neunkirchner Allee, von Joseph Liesganig mit der geodätischen Vermessung der gesamten damaligen Monarchie begonnen.

### Gliederung in Teilräume
Nach dem Naturschutzkonzept von 2015 ist Niederösterreich in 124 Teilräume gegliedert (diese Einteilung wurde bereits in den 1990ern entwickelt), die in 26 Regionen zusammengefasst werden. Ausschlaggebend sind die Grenzen der Hauptregionen, sodass die Einteilung nicht rein naturräumlich ist, sondern sich auch nach der Verwaltungsgliederung orientiert.
Siehe dazu Liste der naturräumlichen Einheiten Niederösterreichs

## Klima
Die Jahresmitteltemperaturen reichen je nach Lage von 11 °C bis 4 °C. Zum Beispiel für Wiener Neustadt (280 m) ist die Jahresmitteltemperatur etwa 10,3 °C, der Niederschlag etwa 630 mm, die Schneedecke knapp 40 Tage, die Frosttage etwa 95 und der Sonnenschein etwa 1.900 Stunden, im Gegensatz zum Semmering mit einer Jahresmitteltemperatur von etwa 5,5 °C, einem Niederschlag von etwa 970 mm, einer Schneedecke von etwa 150 Tagen, etwa 150 Frosttagen und einem Sonnenschein von etwa 1.500 Stunden.

## Wirtschaft
Der Name Industrieviertel kommt von der frühen Industrialisierung, die schon 1783 im Viertel unter dem Wienerwald den Schwerpunkt der Wirtschaft bildete. Aufgrund der günstigen Standortfaktoren, wie der Nähe zu den Rohstoffvorkommen von Holz, Eisen und Kohle, sowie der Energiequellen Wasserkraft und Holz und des Absatzmarktes der nahen Großstadt Wien sammelten sich hier vermehrt Industrien an. Von den beiden Weltkriegen wurde das Industrieviertel stark betroffen.
Es lag nach dem Zweiten Weltkrieg in der sowjetischen Besatzungszone. So beschlagnahmten die Sowjets die zu den USIA-Betrieben gehörenden Unternehmen und montierten etliche Maschinen und ganze Fabriken komplett ab, um sie in der Sowjetunion wieder aufzubauen. Heute sind nach wie vor einige Industriezweige hier beheimatet. Vor allem entlang der Thermenlinie wurden nach 1955 viele kleine und größere Industriezentren, wie das Industriezentrum Niederösterreich Süd von Eco Plus, aufgebaut. So sind auch Betriebe aus der Stadt Wien als erstes in diesen Bereich übersiedelt. Das führt dazu, dass der Bezirk Mödling, obwohl er der kleinste Bezirk im Bundesland ist, das höchste Steueraufkommen in Österreich erbringt.